# Dan (Benin)
Dan è un arrondissement del Benin situato nella città di Djidja (dipartimento di Zou) con 11.627 abitanti (dato 2006).